# Сади Семіраміди
Висячі сади Семірамі́ди — одне з античних семи чудес світу, що було, згідно зі стародавніми джерелами, розташоване у Вавилоні (сучасна Хілла). Назва пов'язана з легендарною царицею Семірамідою, для якої сади і були збудовані. Це єдине з чудес світу, точне розташування якого невідоме.
Прообразом Висячих садів могли бути реальні верхові сади та іригаційні споруди в Вавилоні та Ніневії.

## Архітектура
Найточніші сучасні відомості про Сади походять від грецьких істориків. Йосип Флавій, посилаючись на слова вавилонського жерця Бероса близько 290 року до н. е. писав:
У цьому палаці він спорудив дуже високі стіни, підтримувані кам'яними стовпами; і, посадивши те, що називали Висячими садами, і заповнивши їх всілякими деревами, він зробив краєвид точною подобою гірської країни. Це він зробив, щоб задовольнити свою царицю, тому що вона виросла в Мідії і любила гори.
Діодор Сицилійський близько  60–30 рр. до н. е. імовірно ознайомився з текстами IV століття до н. е. як Клітарха (історика Александра Македонського), так і Ктесія Кнідського про Висячі сади. Діодор приписував їхнє будівництво сирійському царю. Він стверджує, що сад мав форму квадрата, кожна сторона якого має приблизно 4 плефри (близько 120 м) завдовжки. Сад був багатоярусним, з найвищою галереєю на висоті 50 ліктів (близько 22,5 м). Стіни, завтовшки близько 6,7 м, були цегляні. Основи багатоярусних секцій садів були достатньо глибокими, щоб забезпечити зростання коренів для найбільших дерев, а сади зрошувалися з сусідньої річки Євфрат.
Квінт Курцій Руф у I ст. до н. е. ймовірно спирався на ті ж джерела, що й Діодор. Він стверджував, що сади були розташовані на вершині цитаделі, окружність якої складала 20 стадій (близько 3,4 км). Він приписував будівництво садів сирійському царю, знову ж таки з тієї причини, що його цариця сумувала за батьківщиною.
Опис Страбона, складений біля 64 р. до н. е. — 21 р. н. е., можливо, базується на втраченому описі Онесікріта IV століття до нашої ери. Він стверджував, що сади поливали за допомогою гвинта Архімеда, який сполучав сади з річкою Євфрат.
Останнім із класичних джерел про Висячі сади, які вважаються незалежними від інших, є «Довідник із Семи чудес світу» парадоксографа Філона Візантійського, написаний у IV—V ст. н. е.
На реконструкціях Висячі сади часто зображуються як зикурат, на уступах якого висаджено рослини. Проте дослідження кінця XX — початку XXI ст. вказують, що це помилкове уявлення.

## У легендах
За однією з античних легенд їх побудова була пов'язане з Семірамідою, прообразом якої є ассирійська цариця Шаммурамат IX століття до н. е.
За іншою легендою їх побудували для дружини вавилонського царя Навуходоносора II Амітіс, яка сумувала за горами та лісами своєї батьківщини. Цар Навуходоносор II] (605—562 р. до н. е.) для боротьби проти головного ворога — Ассирії, війська якої двічі руйнували столицю держави Вавилон, уклав військовий союз із Ціаксар, царем Мідії. Перемігши, вони розділили територію Ассирії між собою. Військовий союз був зміцнений одруженням Навуходоносора II із дочкою мідійського царя. Запорошений і шумний Вавилон, розташований на пустельній піщаній рівнині, не радував царицю, яка зросла в гористій і зеленій Мідії. Щоб утішити її, Навуходоносор наказав звести «висячі сади». Історичні свідчення, однак, не підтверджують цю легенду.

## Історичність Висячих садів
В ассирійській традиції сади мали особливе символічне значення, втілюючи мудрість царя, його всепроникну владу, здатність керувати природою, давати життя, не зважаючи на сезонні зміни. Сади висаджувалися в царських палацах, на похованнях і в храмах.
Лишається неясним чи були Висячі сади справжньою спорудою чи поетичним описом, оскільки в тогочасних вавилонських джерелах їхні описи відсутні. Також немає згадок про дружину Навуходоносора Амітіс (або будь-які інші дружини), хоча політичний шлюб з мідійкою або персидкою не був би незвичайним. Існує багато записів про роботи Навуходоносора, але його довгі та детальні написи не згадують жодного саду. Однак сади описували пізніші письменники, і деякі з цих розповідей вважаються похідними від вражень людей, які відвідували Вавилон. Геродот, описуючи Вавилон у своїх «Історіях», не згадував Висячі сади, хоча можливо, що на момент його візиту вони ще не були добре відомі грекам.
У Вавилоні не знайдено жодних археологічних доказів існування Висячих садів. Проте під Євфратом, русло якого з часом змінило розташування, можливо, є їхні залишки. Річка текла на схід від свого нинішнього положення за часів Навуходоносора II, і про західну частину стародавнього Вавилону мало що відомо.

## Пошуки Висячих садів

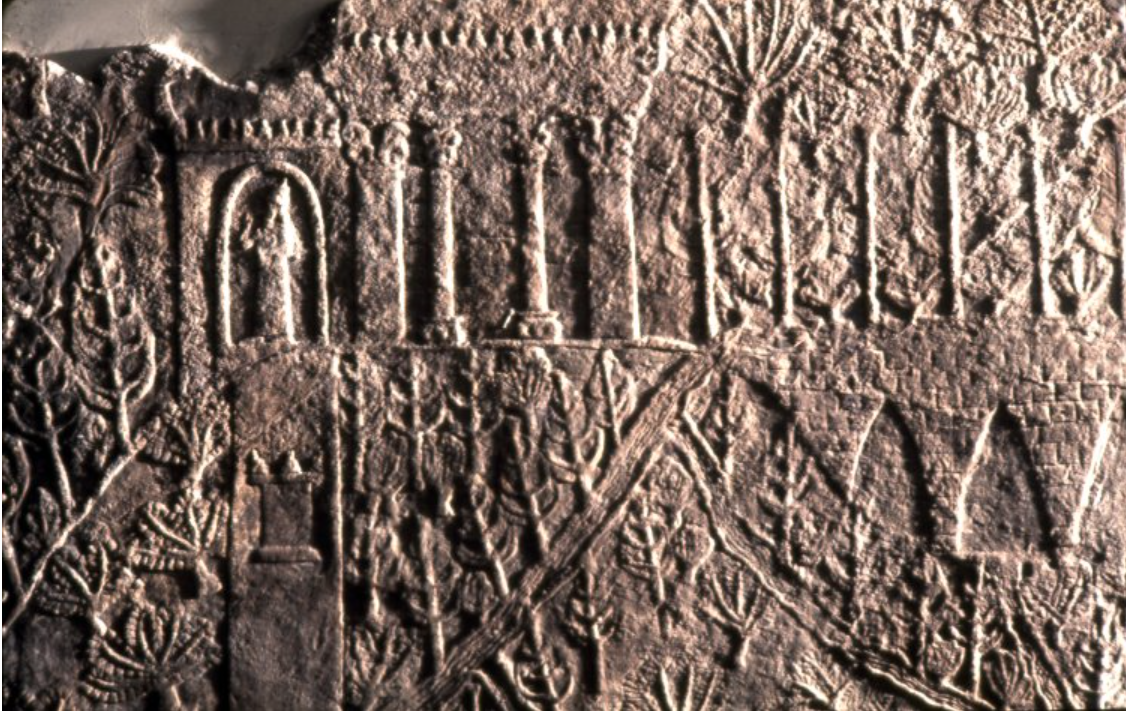
Стародавній барельєф із зображенням царського саду

Висячі сади залишаються єдиним з античних чудес світу, розташування якого достеменно не відоме. Роберт Роллінджер припускав, що жрець Берос приписав Сади Навуходоносору з політичних міркувань, а насправді вони розташовувалися в іншому місці.
Існування царського саду саме по собі дуже правдоподібне, адже було традиційним для ассирійських правителів. Цар Ашшур-назір-апал II (правив у 883—859 до н. е.) створив канал, який прорізав гори для зрошення садів. Згадується, що там зростали сосни, кипариси та ялівці; мигдаль, фінікові дерева, чорне дерево, палісандр, оливка, дуб, тамарис, волоський горіх, теребінт, ясен, ялиця, гранат, груша, айва, інжир і виноград. Скульптурна настінна панель зображає вигляд цього саду. На ній простежується ряд особливостей, згаданих класичними авторами.
Роберт Кольдевей при розкопках Вавилону знаходив на північно-східному куті палацових фундаментів серію незвичайних камер і кімнат. Колодязь, виявлений в одній з кімнат, міг використовуватися для зрошування садів. Кольдевей вважав, що виявив саме Висячі сади, проте за пізнішими оцінками, це були склади, в яких зберігалися кунжутна олія, зерно, фініки, прянощі, а також утримувалися високопоставлені полонені. Через десять років, коли Леонард Вуллі проводив розкопки стародавнього шумерського міста Ур на південний схід від Вавилону, він помітив регулярні отвори в цегляній кладці тамтешнього зикурату. Така система, як припускав Вуллі, пізніше була використана для проєктування Висячих садів у Вавилоні.

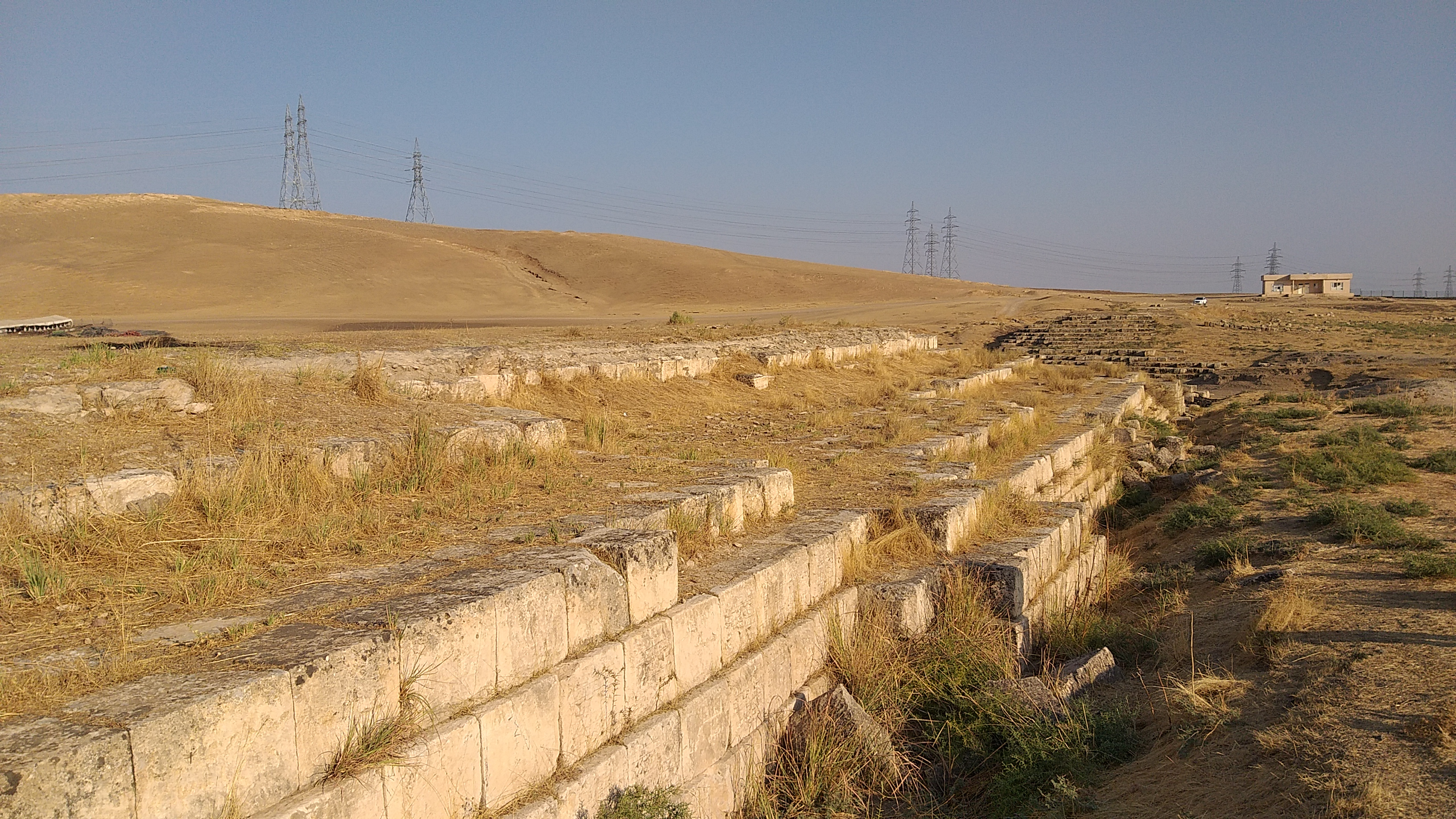
Джерванський акведук

Оксфордська вчена Стефані Деллі припустила, що так звані Висячі сади Вавилону насправді були добре відомою спорудою, побудованою ассирійським царем Сін-аххе-ерібою (правив у 704—681 рр. до н. е.) для свого палацу в Ніневії; Даллі стверджує, що протягом кількох століть Вавилон і Ніневія сплуталися, тож великі сади в палаці Сін-аххе-еріби були приписані вавилонському правителю Навуходоносору II. Археологічні розкопки виявили сліди величезної системи акведуків, приписуваних Сін-аххе-ерібі за написом на їхніх залишках, які, як припускає Деллі, були частиною 80-кілометрової мережі каналів, дамб і акведуків, які використовувалися для доставки води до Ніневії. Водопіднімальні гвинти використовувалися, щоб зрошувати верхні рівні садів.
Архіви правління онука Сін-аххе-еріби, Ашшурбаніпала, рясніють згадками про геніальні іригаційні системи. Археологи також знайшли систему акведуків, побудовану під час його правління з двох мільйонів кам'яних блоків, яка доставляла воду в місто через долину Джерван. Стефані Деллі писала, що Александр Македонський, імовірно, бачив акведук, коли проходив повз Ніневію. Його враження від вишуканих водних систем і садів цього міста породили історію про Висячі сади.